# Toronto Indoor 1990
Il Toronto Indoor 1990 è stato un torneo di tennis giocato sintetico indoor. È stata la 9ª edizione dello Toronto Indoor, che fa parte della categoria Championship Series nell'ambito dell'ATP Tour 1990. Si è giocato a Toronto in Canada dal 12 al 18 febbraio 1990.

## Campioni

### Singolare maschile
Ivan Lendl ha battuto in finale  Tim Mayotte con il punteggio di 6–3, 6–0

### Doppio maschile
Patrick Galbraith /  David Macpherson hanno battuto in finale  Neil Broad /  Kevin Curren con il punteggio di 2–6 ,6–4, 6–3